# 伍德伯里 (紐約州奧蘭治縣)
伍德伯里（英語：Woodbury）是一個位於美國紐約州奧蘭治縣的鎮。

## 人口
根據2020年美國人口普查的數據，伍德伯里的面積為96.09平方千米，當中陸地面積為94.02平方千米，而水域面積為2.07平方千米。當地共有人口12197人，而人口密度為每平方千米127人。